# Redentora
Redentora é um município brasileiro do estado do Rio Grande do Sul; localizado na microrregião geográfica de Três Passos.

## Subdivisões

### Distritos
| Distrito        | População |
| --------------- | --------- |
| Redentora       | 4095      |
| São João        | 3544      |
| Sítio Cassemiro | 1207      |

## Filhos ilustres
- Ver Categoria:Naturais de Redentora